# In der Krabb
In der Krabb ist ein Ortsteil im Stadtteil Hand von Bergisch Gladbach. 

## Geschichte
Der Name der Straße In der Krabb lehnt sich an die alte Gewannenbezeichnung In der Krabbe an, die für das 18. Jahrhundert im Urkataster im Bereich der heutigen Straße verzeichnet wurde. Im 18. Jahrhundert wird die dort vorhandene Wald- und Wiesenfläche unter den Namen Krabben und Kraben als im Besitz des Paffrather Fronhofs erwähnt.

## Etymologie
Die Bedeutung des äußerst seltenen Flurnamens Krabb bleibt weitgehend unklar. Es könnte sich um eine Ableitung des volkstümlichen Adjektivs krabbig (= unwirtlich) handeln. Wahrscheinlicher ist eine Herleitung aus dem mittelhochdeutschen grabe (= Graben) bzw. dem Diminutiv grabelin, wonach sich die Gewannenbezeichnung auf einen ehemaligen Wassergraben oder Bachlauf bezogen hat. Die Bezeichnung der benachbarten Siedlung Im Grafeld (= Grabenfeld) könnte diese Deutung bestätigen.